# Ignacio De la Garza
Ignacio de la Garza, también conocido por su hipocorístico "Nacho de la Garza"; fue un futbolista mexicano que se desempeñaba como portero. Fue parte del plantel fundador del Club América. El integraba el equipo estudiantil Colón, que se fusionó con el equipo Récord para crear la escuadra americanista.
"Nacho" de la Garza jugó desde la fundación del Club América en octubre de 1916 hasta el final de su carrera activa en 1930. También es el primer portero nacional en la historia de la selección mexicana y jugó los tres partidos internacionales en 1923, que México completó exclusivamente contra su vecino del sur, Guatemala. Así como el debut en competencias oficiales al alinear en el Torneo Olímpico de Ámsterdam 1928.

## Palmarés
| Título                     | Club         | País   | Año     |
| -------------------------- | ------------ | ------ | ------- |
| Primera División de México | Club América | México | 1924-25 |
| Primera División de México | Club América | México | 1925-26 |
| Primera División de México | Club América | México | 1926-27 |
| Primera División de México | Club América | México | 1927-28 |